# Tunnelkind
Tunnelkind ist ein österreichischer Film von Erhard Riedlsperger. Die Filmpremiere war am 26. Oktober 1992.

## Inhalt
Der Film spielt nach dem Prager Frühling im Jahr 1969. Die neuen Machthaber sperren die Grenzen. Julia, ein 13-jähriges Mädchen, traumatisiert durch den Tod ihres Vaters, entdeckt einen Tunnel, der auf tschechisches Gebiet führt. Sie wird dort von einem Landvermesser entdeckt, der gerade den Verlauf des neuen Grenzzaunes festsetzt. Zwischen dem Mann und dem Mädchen entwickelt sich eine zarte Freundschaft.